# الحياة والطاقة (كتاب)
الحياة والطاقة (بالإنجليزية: Life and Energy)‏ هو كتاب صدر عام 1962 من تأليف إسحق عظيموف. إنه متعلق بالعالم البيولوجي والفيزيائي، وتناقضاتهم ومقارناتهم. وهكذا ينقسم الكتاب إلى قسمين، مفصولين بأقسام فرعية أخرى (أي فصول: 1) الطاقة 2) الجسم. من أجل تحقيق هدفه، يبدأ الكتاب بمناقشات "الشخص العادي" حول الطاقة وكيف يمكن استخدامها لتمييز الإنسان عن الأنظمة الحية الأخرى، أو حتى الأنظمة الغير حية، و الذي يميز الصخرة عن المحار، وينتهي بمفاهيم متقدمة، كيف يمكن للأنظمة الحية أن "تنتج" الطاقة.

## الفصول الأولى: الطاقة
تغطي الفصول الأولى الأسئلة الشائعة حول الفروق بين الكائنات الحية وغير الحية.

## الفصولالتالية
ثم يشرح أطسيموف بريقة خطوة بخطوة عن العالم المادي أولا من خلال فصول بطيئة ولكنها مثيرة للاهتمام. يكتب عن التأثير والدور الرئيسي لتطور الإنسان وتقدمه بالنار والحرارة، يحكي عن الديناميكا الحرارية (وقوانينها)، ويعيد تجميع أفكار العلماء السابقين، وأعمالهم المضنية، و في النهاية، نظرية الكم والإشعاع، التي أحدثت ثورة في الفيزياء والتكنولوجيا. كما يتم تضمين شرح لقوانين وميزات الكهرباء والكيمياء الأساسية. ينتهي القسم المادي هنا، ويستمر في علم الأحياء. يواصل الآن الكيمياء الخاصة، ويترك وراءه الفيزياء. من هذا، يؤدي الكتاب إلى وظائف الإنزيمات والأحماض الأمينية والخلايا والجسم ككل وعملية عمل الخلايا والأعضاء معا لتصبح واحدة.